# Metropolitano de Teerão

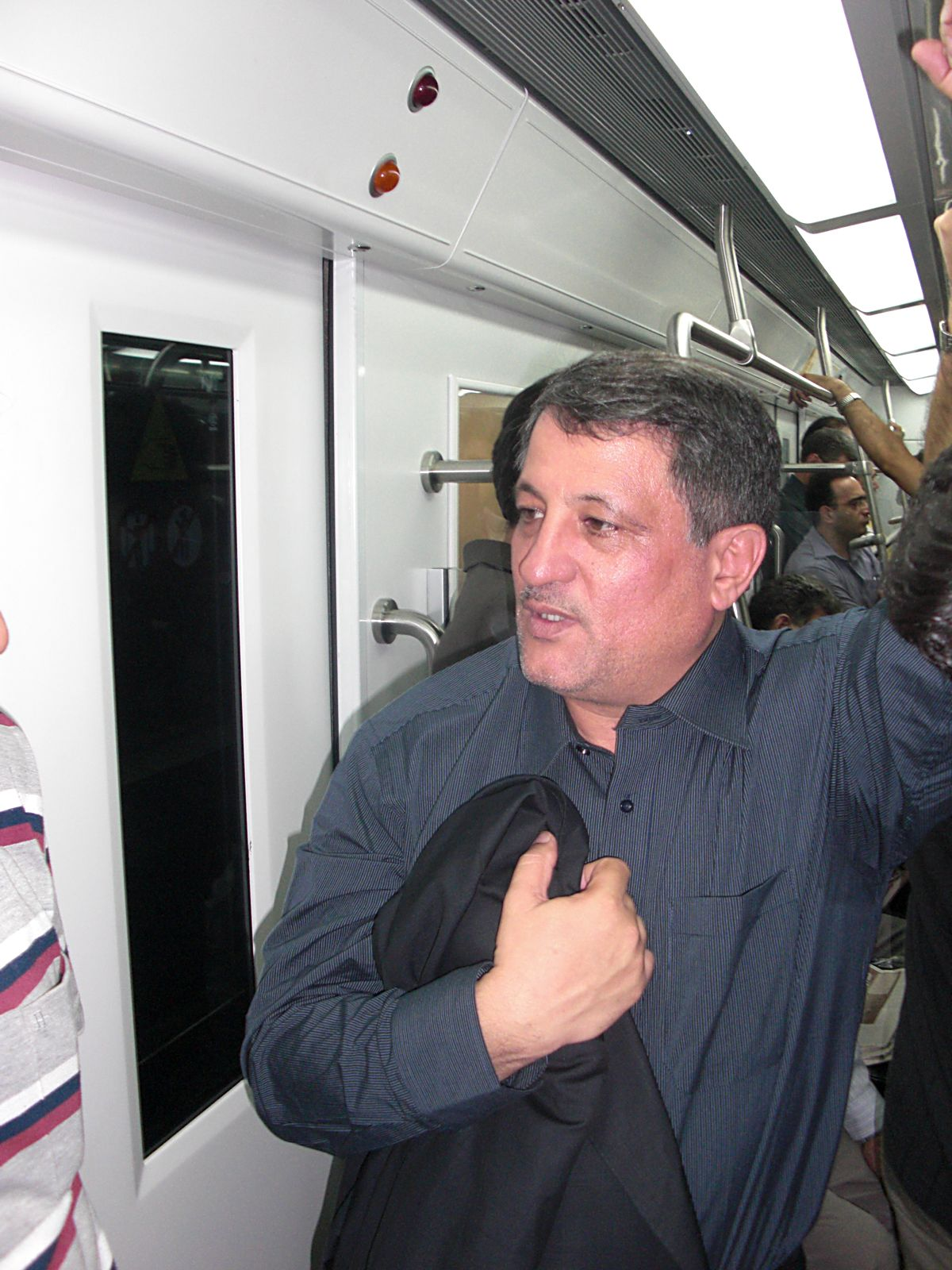
Mohsen Hashemi Rafsanjani, ex-presidente do metro de Teerão em um vagão no metro.

O Metro de Teerão foi projetado nos anos 70, tendo sido inaugurado em 2000.

## História
Os primeiros projetos para a criação de um sistema de metrô em Teerão surgiram no início dos anos 1970. Em junho de 1974 o governo do Irão fez um acordo de cooperação com a França, que incluiu o projeto de uma rede de metrô para Teerão.   
Antes mesmo de o projeto ser iniciado, o Xá havia encomendado os vagões do metrô a empresas francesas durante sua visita a Paris.  Somente em dezembro daquele ano as empresas francesas RATP e Sofrerail passaram a projetar a rede de metrô de Teerão.  A rede foi apresentada em 1976 e possuía 63 quilômetros de extensão e quatro linhas, com sua primeira linha de 15 quilômetros cortando a cidade de norte a sul. Previa-se que as obras levariam cinco anos para serem realizadas.   
Após o início das obras em 1978, o projeto das quatro linhas  era estimado em cinco bilhões de dólares. A crise política do regime do Xá fez com que o projeto fosse paralisado em dezembro de 1978.  O contrato de cooperação com a França foi formalmente cancelado após a Revolução Iraniana e o projeto de metrô acabou cancelado.  
Ao mesmo tempo, o novo governo passou a procurar empresas japonesas e alemãs para continuar o projeto.  
As obras do metrô foram retomadas apenas em 1985, seguindo lentamente até o final daquela década por conta da Guerra Irã – Iraque.
Em 1991 o governo iraniano negociou um acordo comercial de 1 bilhão de dólares com o Brasil para investimentos em projetos de engenharia, incluindo o metrô. A expectativa era que o consórcio Mafersa-Villares fabricasse os vagões para o metrô de Teerã, financiados pelo BNDES. 
A privatização da Mafersa, contudo, fez com que a empresa não conseguisse o contrato. A concorrência para o fornecimento dos 700 vagões acabou vencida por empresas chinesas.

## Tabela do sistema
| Linha | Terminais                         | Inauguração | Comprimento (km) | Estações |
| ----- | --------------------------------- | ----------- | ---------------- | -------- |
| 1     | Mirdamad ↔ Haram-e-Motahar        | 2005        | nd               | 22       |
| 2     | Sadegieh ↔ Elm o Sanat University | 2006        | nd               | 19       |
| 5     | Golshahr ↔ Sadegieh               | 1999        | nd               | 11       |